# Gijón Baloncesto 2000-2001
Questa voce raccoglie le informazioni riguardanti il Gijón Baloncesto nelle competizioni ufficiali della stagione 2000-2001.

## Stagione
La stagione 2000-2001 del Gijón Baloncesto è la 3ª nel massimo campionato spagnolo di pallacanestro, la Liga ACB.

## Roster
Aggiornato al 31 gennaio 2025.
| Gijón Baloncesto 2000-01 | Gijón Baloncesto 2000-01 |
| Giocatori                | Staff tecnico            |
| ------------------------ | ------------------------ |

| N. | Naz.                                       | Ruolo | Nome                    | Anno | Alt.   | Peso   |  |
| -- | ------------------------------------------ | ----- | ----------------------- | ---- | ------ | ------ |  |
| 4  | Spagna (bandiera)                          | P     | Javier Rodríguez        | 1979 | 188 cm |        |  |
| 5  | Spagna (bandiera)                          | P     | Tomás Jofresa           | 1970 | 184 cm | 80 kg  |  |
| 6  | Stati Uniti (bandiera)                     | AG    | Lou Roe                 | 1972 | 201 cm | 100 kg |  |
| 7  | Stati Uniti (bandiera) · Spagna (bandiera) | G     | Eric Johnson            | 1966 | 186 cm | 93 kg  |  |
| 8  | Spagna (bandiera)                          | C     | Ricardo Guillén         | 1976 | 208 cm | 110 kg |  |
| 9  | Spagna (bandiera)                          | AG    | José Ramón Esmorís      | 1975 | 204 cm |        |  |
| 10 | Stati Uniti (bandiera)                     | C     | Ryan Stack              | 1975 | 211 cm | 100 kg |  |
| 11 | Spagna (bandiera)                          | G     | Francisco Javier Martín | 1976 | 195 cm |        |  |
| 12 | Spagna (bandiera)                          | C     | Rafael Talaverón        | 1972 | 204 cm |        |  |
| 12 | Stati Uniti (bandiera)                     | C     | Etdrick Bohannon        | 1973 | 206 cm | 100 kg |  |
| 13 | Spagna (bandiera)                          | C     | Manuel Sánchez          | 1981 | 208 cm |        |  |
| 13 | Stati Uniti (bandiera)                     | AG    | Stephen Howard          | 1970 | 205 cm | 102 kg |  |
| 14 | Argentina (bandiera) · Italia (bandiera)   | AP    | Hernán Jasen            | 1978 | 198 cm | 97 kg  |  |
| 15 | Spagna (bandiera)                          | A     | Óscar Yebra             | 1974 | 200 cm | 95 kg  |  |

| Allenatore                                                                           |
| - Moncho López                                                                       |
| Assistente/i                                                                         |
| - Moncho Fernández - Ed Johnson Legenda - (C) Capitano - (IN) Inattivo - Infortunato |

## Mercato

### Sessione estiva
| Acquisti | Acquisti                | Acquisti            | Acquisti   | Acquisti |
| R.a      | Nome                    | da                  | Modalità   |          |
| -------- | ----------------------- | ------------------- | ---------- | -------- |
| P        | Javier Rodríguez        | Saski Baskonia      | definitivo |          |
| G        | Eric Johnson            | Girona              | definitivo |          |
| G        | Francisco Javier Martín | Círculo Badajoz     | definitivo |          |
| AG       | Lou Roe                 | Inca                | definitivo |          |
| C        | Ricardo Guillén         | León                | definitivo |          |
| C        | Manuel Sánchez          | Zamora              | definitivo |          |
| C        | Ryan Stack              | Cleveland Cavaliers | definitivo |          |

| Cessioni | Cessioni        | Cessioni          | Cessioni       | Cessioni |
| R.       | Nome            | a                 | Modalità       |          |
| -------- | --------------- | ----------------- | -------------- | -------- |
| P        | Javier Pérez    | Rosalía de Castro | fine contratto |          |
| PG       | Óscar Cobelo    | Rosalía de Castro | fine contratto |          |
| G        | Álex Escudero   | Los Barrios       | fine contratto |          |
| AP       | Jackie Espinosa | Free agent        | fine contratto |          |
| AG       | Óscar Rodríguez | Ciudad de Huelva  | fine contratto |          |
| AG       | Luis Scola      | Saski Baskonia    | fine prestito  |          |
| C        | Terquin Mott    | Galatasaray       | fine contratto |          |

### Dopo l'inizio della stagione
| Acquisti | Acquisti         | Acquisti            | Acquisti      | Acquisti   |
| R.       | Nome             | da                  | Data          | Modalità   |
| -------- | ---------------- | ------------------- | ------------- | ---------- |
| C        | Rafael Talaverón | Granada             | novembre 2000 | definitivo |
| AG       | Stephen Howard   | Free agent          | gennaio 2001  | definitivo |
| AC       | Etdrick Bohannon | Cleveland Cavaliers | febbraio 2001 | definitivo |

| Cessioni | Cessioni         | Cessioni   | Cessioni      | Cessioni       |
| R.       | Nome             | a          | Data          | Modalità       |
| -------- | ---------------- | ---------- | ------------- | -------------- |
| C        | Rafael Talaverón | Aracena    | gennaio 2001  | fine contratto |
| AG       | Stephen Howard   | Free agent | febbraio 2001 | fine contratto |
| C        | Ryan Stack       | Free agent | febbraio 2001 | rescissione    |